# Äijäjärvi (Pajala socken, Norrbotten)
Äijäjärvi är en sjö i Pajala kommun i Norrbotten och ingår i Torneälvens huvudavrinningsområde. Äijäjärvi ligger i Torne och Kalix älvsystem Natura 2000-område.